# Jules Bernard

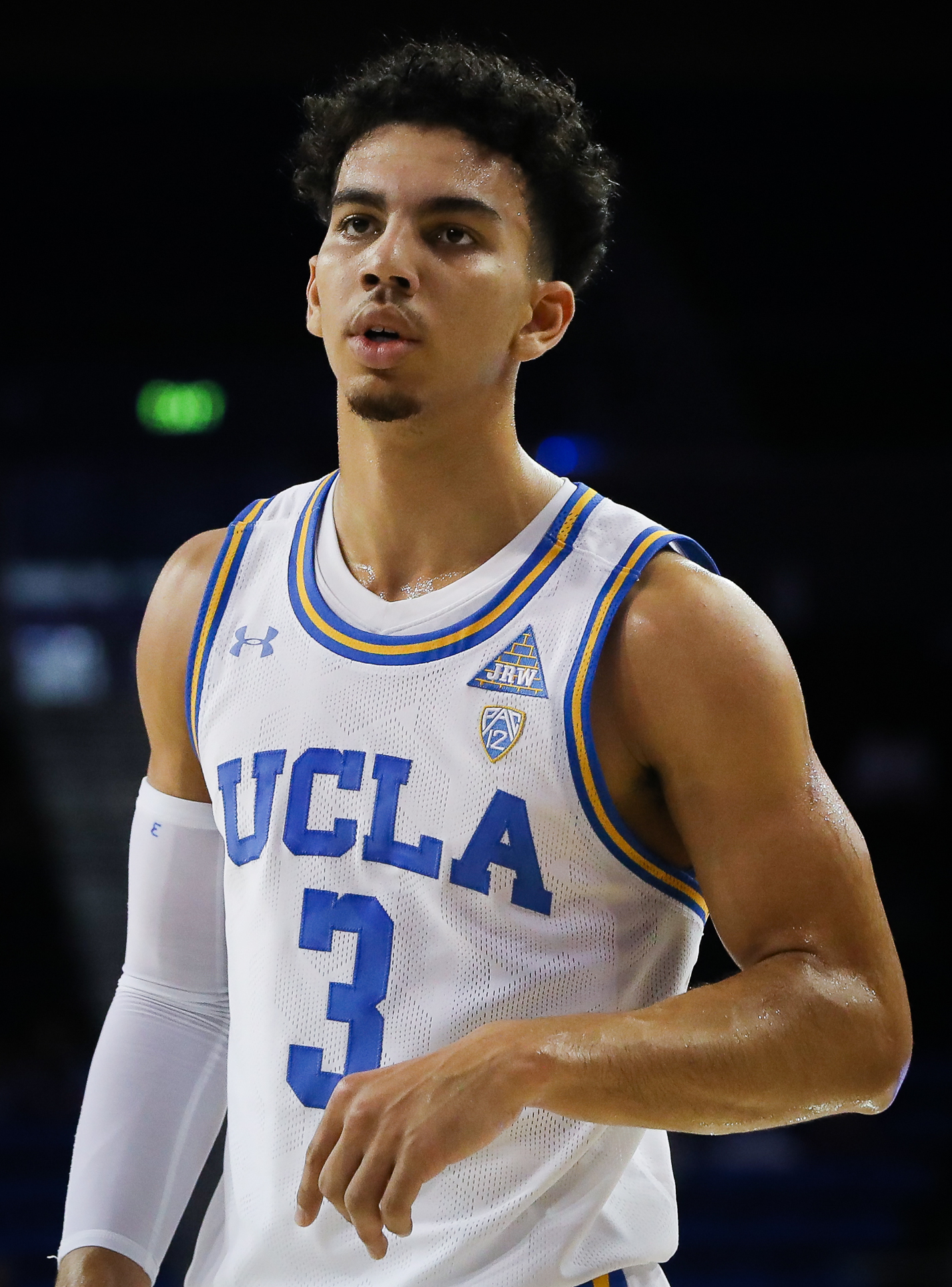
Jules Bernard, 2019.

Jules Liam Bernard, född 21 januari 2000 i Los Angeles i Kalifornien, är en amerikansk professionell basketspelare (SG) som spelar för Cleveland Cavaliers i National Basketball Association (NBA). Han har tidigare spelat för Washington Wizards.
Bernard blev aldrig NBA-draftad.
Innan han blev proffs studerade Bernard vid University of California, Los Angeles och spelade för deras idrottsförening UCLA Bruins.